# Универзитет Тафтс
Универзитет Тафтс (енгл. Tufts University) је приватни универзитет у Медфорду и Самервилу. Основан је 1852. године под називом Колеџ Тафтс, а основали су га хришћански универзалисти који су настојали да обезбеде несекташку институцију високог образовања. До 1970-их био је мали колеџ седам слободних вештина, након чега је трансформисан у велики истраживачки универзитет који нуди неколико докторских програма.